# Турбелярії
Турбеля́рії, або ві́йчасті че́рви (Turbellaria) — клас тварин типу плоскі черви (Platyhelminthes). Розміри тіла 2,5-15 см і більше. Зустрічаються в морях, прісних водоймах і вологому ґрунті. Мають аеробний тип дихання. Пристосування до умов існування: 
- численні війки забезпечують пересування;
- органи чуття забезпечують можливість аналізувати навколишнє середовище і полювання;
- розвинена нервова система.

Більшість видів цих червів є вільноживучими. Морські війчасті черви, на відміну від планарії, мають непрямий розвиток — із яєць виходять личинки, які можуть плавати.
Турбелярії (Turbellaria) мають тіло (завдовжки 0,2-20 мм, іноді до 35-60 см), вкрите війками, здебільшого плескате, листоподібної або стьожкоподібної форми, іноді веретеноподібне або циліндричне. Шкірно-мускульний мішок у війчастих червів добре розвинений. Проміжки між внутрішніми органами заповнені паренхімою. Ротовий отвір здебільшого на черевній поверхні тіла. Задньопрохідного отвору немає; у примітивних війчастих червів (Acoela) відсутній і кишковий канал (травлення лише внутрішньоклітинне). Дихання шкірне. Кровоносної системи немає. Органи виділення — протонефридії. Нервова система у примітивних груп війчастих червів нагадує дифузну нервову систему кишковопорожнинних, у вищих — являє собою парний головний ганглій (нервовий вузол) з парними нервовими стовбурами (тип ортогон). 
Гермафродити. Розмноження переважно статеве. 
Відомо близько 3000 видів, об'єднаних в І2 рядів. Поширені по всій земній кулі (живуть в морях, прісних водах, у вологих місцях на суші). Турбелярій відрізняє висока регенераційна здатність. Так, навіть сота частинка їх тіла здатна відновлюватись в цілу тварину. Серед війчастих червів відомо багато симбіонтів, близько 100 видів — паразити риб та безхребетних тварин.  Представники ряду Темноцефали (Temnocephalida) мешкають на тілі прісноводних ракоподібних, молюсків і черепах, не завдаючи їм шкоди.